# Fiera del Canavese
La Fiera del Canavese è una fiera annuale che si svolge ogni anno a Rivarolo Canavese in provincia di Torino.
È una fiera commerciale tra le più importanti tra quelle che si tengono nel Piemonte.
Si svolge ogni anno nel periodo primaverile con l'esposizione di prodotti tipici del Canavese e della provincia di Torino.
Per alcuni anni non si è svolta per decisione del sindaco.
A partire dal 2016 Rivarolo è tornata ad ospitare la fiera sotto la nuova denominazione di Nuova Fiera del Canavese.